# NGC 690
NGC 690 est une galaxie spirale intermédiaire située dans la constellation de la Baleine. NGC 690 a été découverte par l'astronome américain Francis Leavenworth en 1885.

## Caractéristiques
Sa vitesse par rapport au fond diffus cosmologique est de 4 910 ± 18 km/s, ce qui correspond à une distance de Hubble de 72,4 ± 5,1 Mpc (∼236 millions d'al).
À ce jour, trois mesures non basées sur le décalage vers le rouge (redshift) donnent une distance de 91,800 ± 5,009 Mpc (∼299 millions d'al), ce qui est à l'extérieur des valeurs de la distance de Hubble.
La classe de luminosité de NGC 690 est III et elle présente une large raie HI.
En raison d'une brillance de surface égale à 14,16 mag/am2, on peut qualifier NGC 690 de galaxie à faible brillance de surface (LSB en anglais pour low surface brightness). Les galaxies LSB sont des galaxies diffuses (D) avec une brillance de surface inférieure de moins d'une magnitude à celle du ciel nocturne ambiant.